# Young Goodman Brown
Young Goodman Brown – opowiadanie, którego autorem jest Nathaniel Hawthorne, wydane anonimowo w 1835 roku, później, w 1846, opublikowane w zbiorze opowiadań „Mosses from an Old Manse”. Akcja rozgrywa się w XVII-wiecznej purytańskiej Nowej Anglii i odnosi się do purytańskiego przekonania, że ludzkość znajduje się w stanie zepsucia. Tylko nieliczni urodzili się w stanie łaski i to właśnie oni będą zbawieni przez Boga.